# Evin Agassi
Evin Agassi (en siríaco: ܐܝܒܼܢ ܐܓܣܝ; en persa: اوین آغاسی‎; Kermanshah, Irán, 25 de septiembre de 1945 - 17 de septiembre de 2024), a veces escrito como Aghassi, fue un cantante y compositor asirio iraní. Es uno de los artistas más reconocidos en las comunidades asirias. Su primer nombre es pronunciado como Evan por los asirios iraníes, o Ewan por los asirios de Irak y Siria.

## Biografía
Evin Agassi nació el 25 de septiembre de 1945 en Kermanshah, Irán. Era hijo de Elisha y Olga Agassi y uno de cuatro hermanos, entre los que también destaca Givargis Agassi, poeta e historiador asirio, quien escribió la mayoría de sus canciones más adelante. Comenzó a cantar desde sus años escolares y más tarde se formó en la Radio Televisión Nacional Iraní, donde grabó algunas canciones en persa durante su adolescencia, las cuales fueron extremadamente populares.
Inició su carrera en 1959, cantando en persa, pero desde 1967 comenzó a cantar también en su otro idioma natal, el neoarameo asirio (Suret). Siguió produciendo canciones en persa con la Radio Televisión Nacional Iraní hasta 1975.
En 1976, fue invitado a realizar conciertos en Chicago, California, Illinois, Connecticut, y Míchigan, una exitosa gira de seis meses en los Estados Unidos. También se presentó por primera vez en Australia. Al volver a Irán, realizó producciones basadas en sus experiencias agradables en Norteamérica, pero también comenzó a cantar sobre política, especialmente sobre el nacionalismo Asirio, causando que el gobierno Pahlavi prohibiera su música. Este hecho, además de la Revolución Islámica, causó su mudanza a los Estados Unidos.
El gobierno de Irak, dominado en la época por Saddam Hussein, tampoco veía a estas canciones con buenos ojos, ya que sus temas envalentonaban a los asirios de este país, tomando en cuenta también que su música patriótica inspiró el nacionalismo de los asirios en Irak y que la cúspide de su carrera sucedió al mismo tiempo que se establecía el Movimiento Democrático Asirio (Zowaa), opositor al gobierno baazista, el cual inicialmente funcionó como organización armada. Sus canciones también fueron prohibidas en Irak.
En agosto de 1991, Evin Agassi visitó por primera vez Hasaka y Tal Tamer, en Siria, para poder cantar frente a la comunidad de este país. A inicios de los 2000 y antes de la Invasión a Irak, el partido Zowaa invitó a Agassi a dar un concierto en una de las zonas de exclusión aérea de Irak.
Entre 1999 y 2001, el Ministerio de Cultura del gobierno baazista intentó convencerle de hacer un concierto en Bagdad, pero rechazó la invitación en tres ocasiones, incluso cuando se le ofrecieron más de nueve millones de dólares. Hasta el presente, realiza conciertos principalmente en Estados Unidos, Europa y Australia. Algunos de los más destacados siendo Siria en 1991 y 1992, el norte de Irak y Kurdistán Iraquí en 1993, 2005 y 2006, Irán en 1996 y 2006, y Rusia en 1997.
Agassi ha recolectado cientos de miles de dólares para iglesias asirias y organizaciones en apoyo al pueblo asirio. En 2010, volvió a viajar a Siria, y también visitó Irak de nuevo en 2016. Uno de sus álbumes recientes, "The Circle of Life" (el círculo de la vida), publicado en 2012, era altamente esperado después de una pausa de 7 años. En 2023 lanzó el álbum "Ghasreh" (ܩܨܪܐ - palacio)

## Fallecimiento
El 12 de julio del 2024, Evin Agassi fue diagnosticado con 'un tumor inoperable, grande y maligno en el lado izquierdo del lóbulo frontal del cerebro' unos días después de haber cancelado un concierto de recaudación de fondos de la Sociedad Asiria de Ayuda programado para el 27 de julio en California por "motivos imprevistos". El 18 de septiembre del mismo año, la familia de Agassi anunció que había fallecido pacíficamente a las 6:49PM del día anterior a causa de su glioblastoma.

## Discografía
Agassi ha hecho más de 200 canciones y varios álbumes a lo largo de su carrera.
- Record 1 (1967 - sencillo)
  - Record 2 (1968)
  - Record 3 (1969)
  - Record 4 (1970)
  - Record 5 (1970)

- Bakheloota (1975)
- Umtan Burbista (1978)
- Shamiram (1980)
- Winter (Sitwa/Mitra Beraya) (1981)
- Haft Sin (1981 - en persa)
- Haji Firuz (1982 - en persa)
- Urmi (1982)
- Khazade (1983)
- 9 Nostalgic Hits - 1959 (1985)
- Habbania (1985)
- Sipar Smoqta (1986)
- Atra d'Ghoodmeh (1986)
- Khela (1987)
- Mometa d'Ata (1987)
- Azaad (1989)
- Camp (1989)
- Orzeh (1990)
- Gareh (1992)
- Sama Khwara (1992)
- Sapar D'Garbia (1993)
- United Nations (1994)
- Natooreh (1994)
- Yesterdays (1995)
- Geryeh Mard (1995 - en persa)
- Broona D'Zona (Son of Our Times) (1995)
- Ayandegan (1996 - en persa)
- New Generation (1996)
- Paradise (Perdesa) (1997)
- Fisherman (Sayada) (1998)
- Happiness (Khadoota) (1998)
- Broken Chain (Shishelta) (1998)
- Baghdad (2000)
- Letter to God (Chtava Ga Alaha) (2000)
- Memories (2005)
- Happiness II (2006)
- The Circle of Life (2012)
- 45 Years of Singing (2016)
- Madinkha (2019)
- Ghasreh (2023)

## Vida personal
Evin vivió en Modesto, California. En noviembre de 1969 se casó con Julia Bet Malik y tuvo dos hijos, Bianca (nacida en 1971) y Brynner (nacido en 1980), quienes han compuesto algunas de sus canciones.